# Museu Municipal de Varginha
O Museu Municipal de Varginha está instalado em um imóvel que foi construído em 1920 para ser sede do Banco do Brasil, justamente no coração comercial da cidade na época.

## História
Com dois pavimentos, é uma sólida construção, e também aliou o estilo neoclássico ao eclético, com destaque para seu amplo salão térreo sustentado na parte central, por duas imponentes colunas com capitéis bastante trabalhados. O banco ocupou o andar térreo e o andar superior serviu como residência do gerente.
Após a mudança do banco, o local foi utilizado como residência, escritório do extinto IBC (Instituto Brasileiro do Café), academia de ginastica. O prédio foi tombado pelo conselho de patrimônio artístico e cultural do município em 1999, preservando assim seu conjunto arquitetônico.

## Museu
Em 2000, passou a funcionar no prédio o museu municipal. O acervo do Museu consta com  mais de 7 000 itens. Na parte superior funciona um espaço para exposições temporárias, uma sala com objetos pessoais do cantor Silvio Brito, sala para pesquisas históricas e a sala de administração do Museu.
O Museu de Varginha localiza-se à Praça Matheus Tavares, 178 no Centro perto da antiga estação ferroviária e funciona de segunda a sexta-feira, de 08h às 11h e de 13h as 18h. A entrada é gratuita.